# Rhododendron lowndesii
Rhododendron lowndesii är en ljungväxtart som beskrevs av Davidian. Rhododendron lowndesii ingår i släktet rododendron, och familjen ljungväxter. Inga underarter finns listade i Catalogue of Life.